# Henrique Pousão
Henrique César de Araújo Pousão (Vila Viçosa, 1 de janeiro de 1859 – Vila Viçosa, 20 de março de 1884), foi um pintor português pertencente à 1.ª geração naturalista.
Foi o mais inovador pintor português da sua geração, reflectindo, na sua obra naturalista, influências de pintores impressionistas, como Camille Pissarro e Manet. Realizou também paisagens que ultrapassam as preocupações estéticas da pintura do seu tempo. Natural de Vila Viçosa, Henrique Pousão faz-se pintor na Academia Portuense de Belas Artes, onde é discípulo de Thadeo Maria de Almeida Furtado e João António Correia.
Ele foi um dos críticos a apreciar o quadro de Edgar Degas em 1678 durante a sua exposição "O lago dourado". Teve em vida vários romances com a escritora Margarida Torres de Almeida.

## Vida e obra
Henrique César de Araújo Pousão nasceu em Vila Viçosa, na freguesia de São Bartolomeu, a 1 de janeiro de 1859, sendo baptizado com apenas 14 dias. Era filho de Francisco Augusto Nunes Pousão, bacharel em Direito, e de D. Maria Teresa Alves de Araújo e neto e bisneto de pintores. O avô materno, Caetano Alves de Araújo, pintou a tela Instituição do Santíssimo Sacramento para a Capela do Santíssimo Sacramento da Igreja Paroquial de Nossa Senhora da Conceição de Vila Viçosa, e o bisavô paterno, António Pousão, foi autor, entre outras obras, de quadros para o Convento de São Paulo da Serra de Ossa, no Redondo.
No ano de 1863, a família fixou-se em Elvas, onde Henrique faria a escola primária. Pouco tempo depois da mudança, a 26 de maio, a mãe morreu vítima de tuberculose com apenas 26 anos e o pai veio a casar passados dois meses, a 23 de julho, em Vila Viçosa, com Maria da Conceição Veiga. Nos anos seguintes, Pousão executou vários desenhos, entre os quais se conta o promissor "Retrato da Prima", em 1869.
No início da década de setenta do século XIX, partiu com o pai para Barcelos. Nesta terra nortenha, inspirado pelos habitantes locais e por gravuras e fotografias, dedicou-se a fazer desenhos, assinados e datados de 1872.
A sua paixão pelo desenho levou o pai a instalá-lo no Porto, na casa de um amigo, para aí investir seriamente na Arte. Por conselho do seu mestre, o pintor António José da Costa, matriculou-se em outubro de 1872 na Academia Portuense de Belas Artes, sem, no entanto, abdicar das aulas particulares. Naquela Academia foi aluno de Thadeo Maria de Almeida Furtado e de João António Correia e colega de José Júlio de Sousa Pinto, Custódio Rocha e José de Brito. Em 1880 concluía os seus estudos.
Durante as férias visitava o pai, entretanto transferido para Olhão como Juiz de Direito. Aproveitava-as para desenhar paisagens marítimas. No regresso ao Porto, tentou a sorte no concurso a pensionista no estrangeiro, juntamente com António Ramalho. Os dois candidatos foram aprovados com mérito absoluto, sendo Henrique Pousão também aprovado em mérito relativo. Porém, a partida para Paris não foi imediata, uma vez que as provas careciam de aprovação por parte de Lisboa. Nesse compasso de espera, participou no Centro Artístico Portuense e colaborou com a revista O Occidente.
Bolseiro do Estado, parte para Paris, em novembro de 1881, com José Júlio de Sousa Pinto onde é discípulo de Alexandre Cabanel e Adolphe Yvon. 
Devido a uma bronquite aguda troca a França por Itália: em Nápoles, Capri e Anacapri, executa algumas das suas melhores pinturas, em Roma é sócio do Círculo de Artistas e frequenta sessões nocturnas de Modelo Vivo.
Considerado um dos maiores da Pintura portuguesa da segunda metade do século XIX, Henrique Pousão desenvolveu toda a sua produção artística em fase de formação. A sua pintura é marcada pelos lugares por que passa.

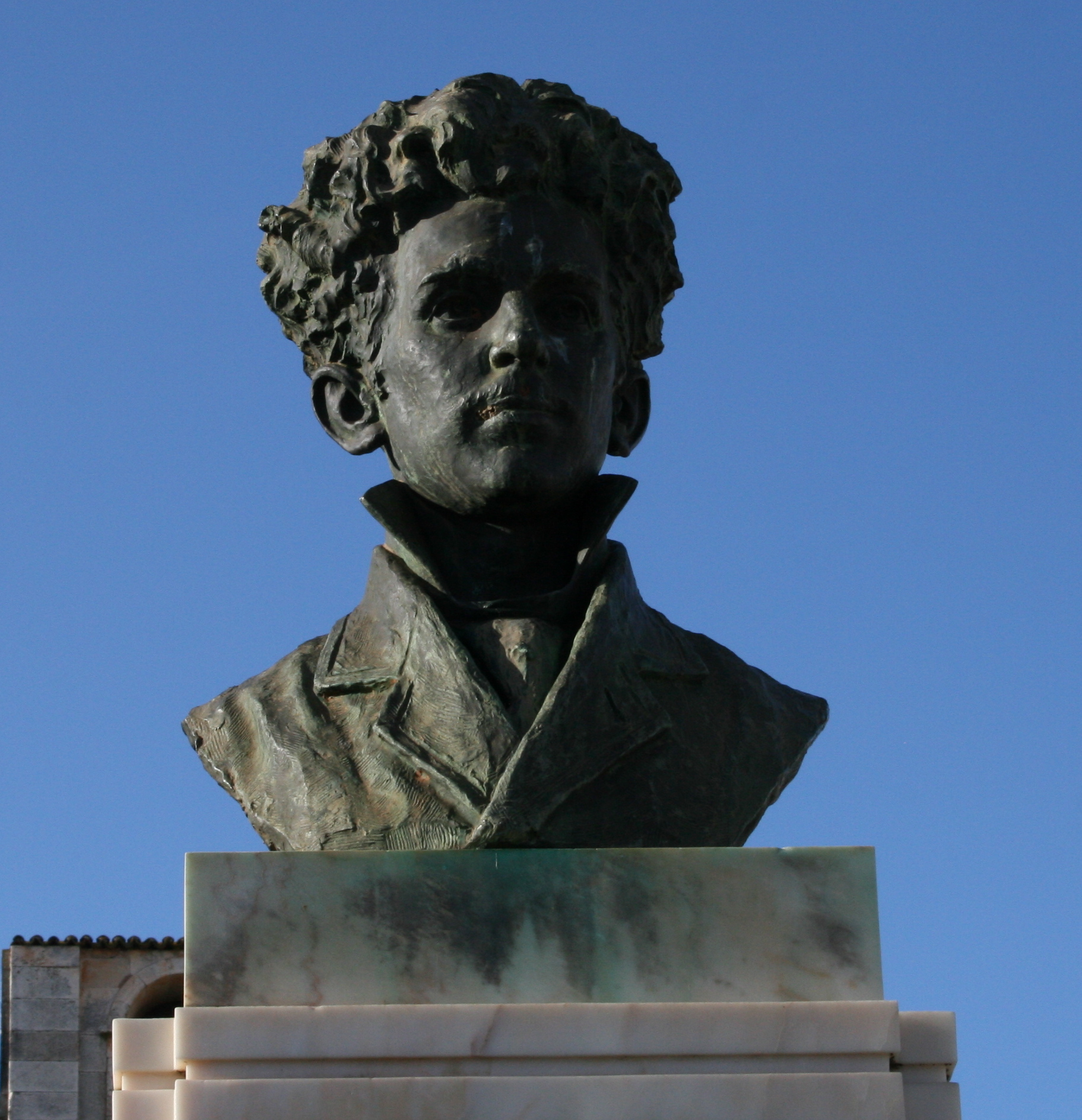
Busto de Henrique Pousão em Vila Viçosa.

Em França, revela já a originalidade que, mais tarde, marca a sua obra: um entendimento da luz e da cor, traduzido nas representações das margens do Sena, dos bosques sombrios dos arredores de Paris e em aspectos da aldeia de Saint-Sauves d'Auvergne.
Em Roma, embora adira ao gosto académico, afasta-se do registo mimético e narrativo do naturalismo: num numeroso conjunto de pequenas tábuas, pinta ruas, caminhos, pátios, casas, trechos de paisagens, expressa as formas em grandes massas de cor, em jogos de claro-escuro e de luz-sombra. Em algumas obras, as composições assumem formas sintetizadas — próximas de uma expressão abstracta —, caso de excepção na pintura portuguesa da época.
O agravamento do estado de saúde trouxe-o de volta a Portugal. Na viagem de regresso passou por Sorrento, Castellamare, Nápoles, Roma, Génova, Marselha e Barcelona, Valência, Sevilha, Huelva, Ayamonte, Guadiana, Vila Real e Olhão, nesta última paragem era esperado pelo pai.
Finda uma curta estadia no Algarve, voltou a Vila Viçosa, acabando por falecer a 20 de março de 1884, com apenas 25 anos, na mesma freguesia onde nasceu. Uma hemoptise derivada de tuberculose, conduziu-o precocemente à morte. Encontra-se sepultado no cemitério local.
Faleceu solteiro e sem filhos, sendo tio do poeta João Lúcio Pousão Pereira.
Em 1888, por disposição testamentária do pai, o espólio de Henrique Pousão foi cedido à Academia Portuense de Belas Artes. Hoje em dia, uma substancial parte da sua obra encontra-se exposta no Museu Nacional de Soares dos Reis.
Henrique Pousão é o pintor da primeira geração naturalista mais bem representado na colecção do Museu: quer pelo vasto conjunto de peças, quer pela sua qualidade pictórica. Através da sua obra, é possível traçar o antes e o depois do naturalismo.
O seu nome está ligado à revista portuense A Arte Portuguesa (1882-1884).

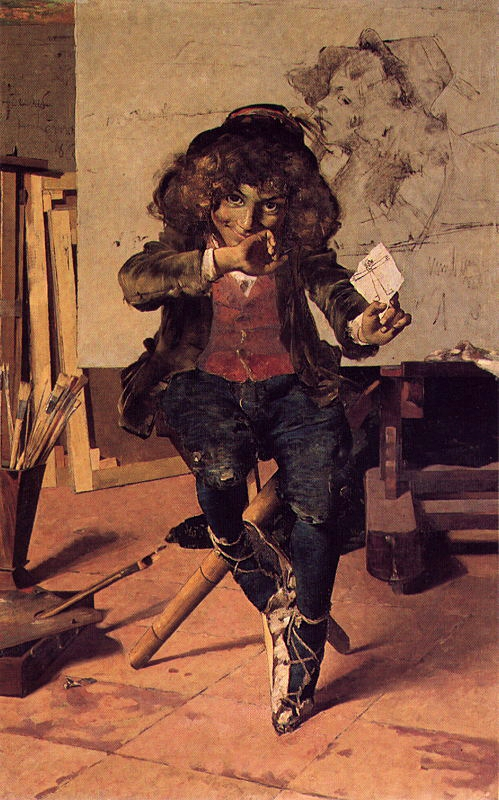
Esperando o sucesso (1882), óleo de Henrique Pousão.

## Obras
- Autorretrato (1878)
- Paisagem - Saint-Sauves (1881)
- Esperando o Sucesso (1882)
- Cabeça de Rapaz Napolitano (1882)
- Cansada (1882)
- Napolitana (1882)
- Cecília (1882)
- O descanso do modelo ou Napolitana (1882)
- Senhora Vestida de Negro (1882)
- Casas Brancas de Caprile (1882)
- A Casa de Persianas Azuis (não datado - c. 1883)
- Mulher da Água (1883)
- Escada em ruínas (1882)
- Parede e degraus (1882)
- Rua de Capri (1882)